# Rafał Wojaczek
Rafał Wojaczek vagy Rafał Mikołaj Wojaczek (Mikołów, 1945. december 6. – Wrocław, 1971. május 10.) lengyel költő és író.

## Élete
Apja középiskolai tanár volt (később igazgatója a gimnázium Prudnikban), anyja pedig egy kiadóban dolgozott. Az iskolai években a cserkészekhez tartozott, vitorlázást gyakorolt és szenvedélyesen fényképezett. Általános és középiskolákba Mikołówban, Katowicében, Kędzierzyn-Koźlében járt. A Jagelló Egyetemen lengyel filológiát tanult, de hamarosan félbeszakította a tanulmányait. 1964-ben költözött Wrocławba ahol többek között dolgozott diszpécserként is. 1965-ben debütált a költészetben, rendszeresen publikált a Poezja magazinban. Az első gyűjteménye, a Sezon (Évad) 1969-ben jelent meg, a kritikusok nagyon jól fogadták. Wroclawban tartózkodása alatt az életét az alkoholizmus és depresszió kísérte. Egyre többször provokálta a környezetét, és többször öngyilkossági kísérletet hajtott végre. Egy ideig pszichiátriai kórházban kezelték. 1970-ben megjelent a második versgyűjteménye.
1971-ben öngyilkosságot követett el, gyógyszer-túladagolás miatt halt meg. Árván maradt lánya, Dagmara. A költő sírja Wrocławban található a Szent Lőrinc-temetőben. Testvére Andrzej Wojaczek színész, akit 2000-ben a testvére mellé temettek.

## Költészete
Költészetének fő témái a halál, a szeretet, a nőiesség és a testiség iránti bűvölet. Az erotika és a szexualitás gyakran társult a halálhoz. Lírai verseinek témája általában a fájdalomról szólt, elkülönültséget érzékelt, lázadt a világ és a társadalom képmutatása ellen, viszont makacsul behatolt az emberi lélek sötét sarkába, feltárta félelmeit, szorongásait, megszállottságait. Költészetének nyelve általában nagyon naturalista és brutális. Másrészt írásaiba becsempészte a mély érzéseket és az érzékenység vágyát a tompa nyelvi réteg alatt. Számos művész költészetének töredékeit használta verseiben. Készített egy albumot, amelyben a verseit a Fonetyka (Fonetika zenekar) adta elő.

## Művei
- Sezon (1969) Évad
- Inna bajka (1970) Egy másik mese

### Posztumusz megjelent
- Którego nie było (1972) Amely nem volt ott
- Nie skończona krucjata (1972) Befejezetlen keresztes hadjárat
- Utwory zebrane (1976) Összegyűjtött dalok
- Dla M (1977) M.-nek
- Poezje wybrane (1983) Kiválasztott költészet
- List do nieznanego poety (1985) Levél ismeretlen költőnek
- Reszta krwi (1999) Egyéb vér
- Sanatorium (2010)[6] Szanatórium
- Nie te czasy, Utwory nieznane (2016) Nem ezekben az időkben,  Ismeretlen művek
- Listy miłosne i nie (2019) Szerelem és nem[7]

## Emlékezete

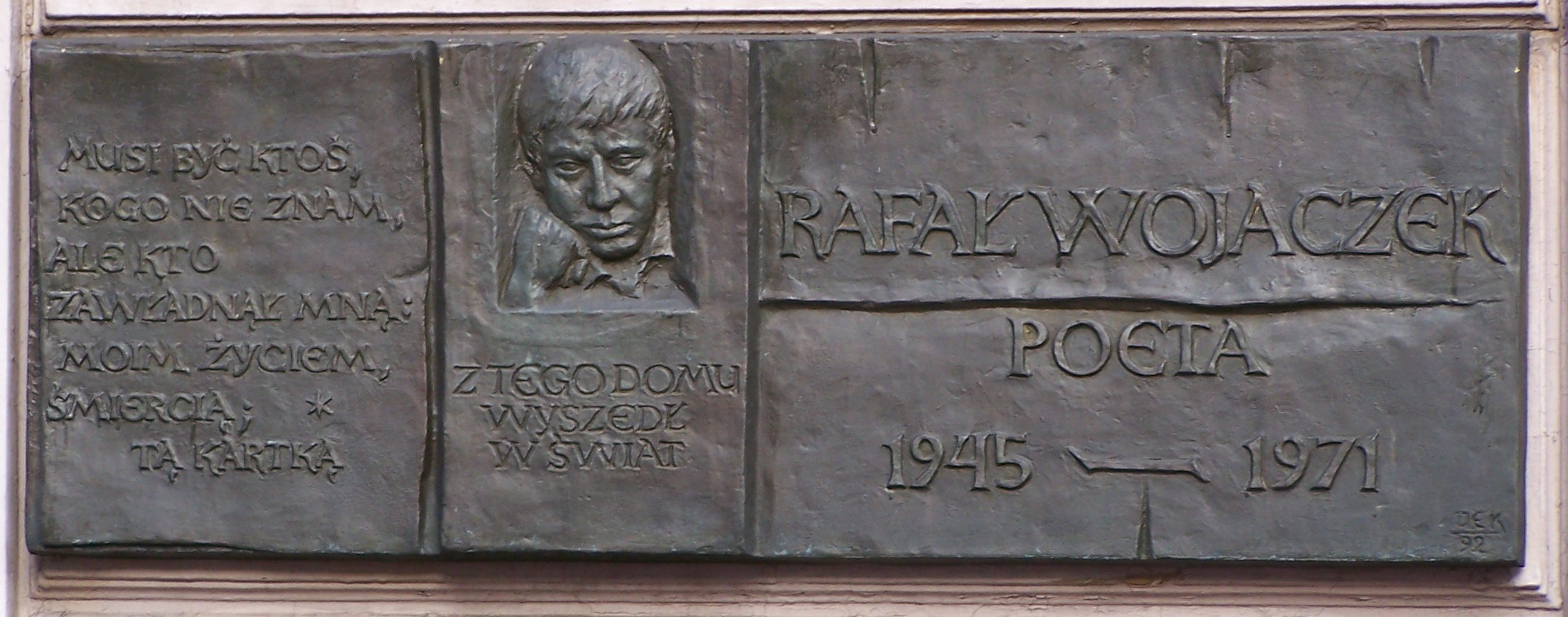
Emléktábla Mikołówban a költő egykori otthonában

- Posztumusz elnyerte a Andrzej Bursa-díjat.
- 1990-ben készült a Wojaczek (1999) film Lech Majewski rendezésében, a főszerepet Krzysztof Siwczyk játszotta.[8] A film több díjat nyert Lengyelországban és Szlovákiában, Krzysztof Siwczykot európai filmdíjra jelölték.
- 1997 óta a Mikołowski Intézet a Wojaczek család egykori lakásában található, amely irodalmi és kiadói tevékenységet folytat (többek között az éves R. Wojaczek Nemzeti Költészeti Versenyt szervezi).

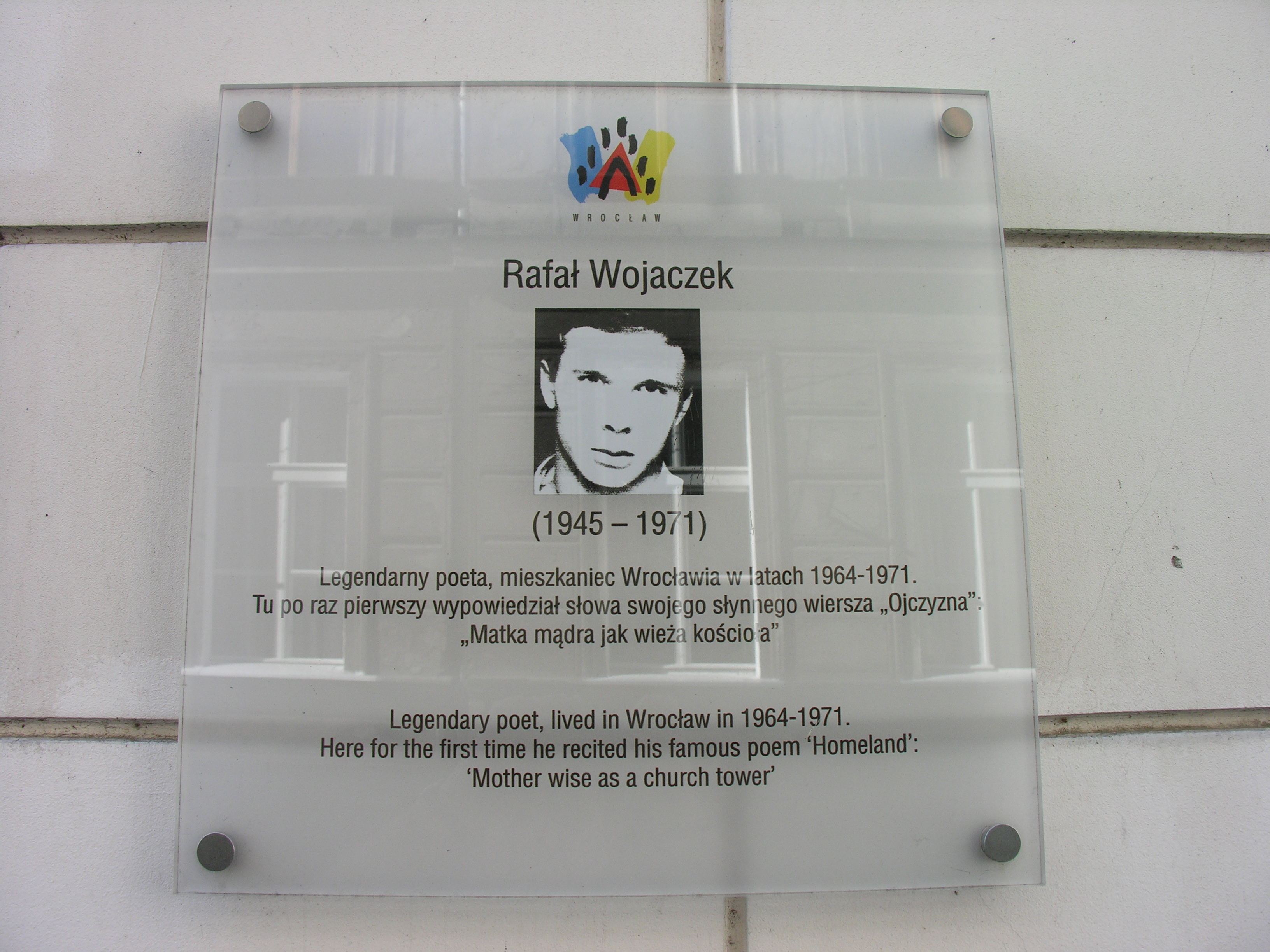
Emléktábla Wrocławban

## Fordítás
- Ez a szócikk részben vagy egészben  a   Rafał Wojaczek című lengyel Wikipédia-szócikk ezen változatának fordításán alapul.  Az eredeti cikk szerkesztőit annak laptörténete sorolja fel. Ez a jelzés csupán a megfogalmazás eredetét és a szerzői jogokat jelzi, nem szolgál a cikkben szereplő információk forrásmegjelöléseként.